# Sint-Jan de Doperkerk (Hoeven)
De Sint-Jan de Doperkerk is een kerkgebouw in Hoeven in de gemeente Halderberge in de Nederlandse provincie Noord-Brabant. De kerk staat aan de Sint Janstraat 40 en voor de kerk bevindt zich een plein. ten noorden van het plein ligt het kerkhof.
De kerk is opgedragen aan Sint-Jan de Doper.
Bij de kerk worden van tijd tot tijd auto's gezegend door de pastoor.

## Geschiedenis
In 1279 werd er op de Halderberg (daar waar tegenwoordig Bovendonk ligt) een kapel gesticht.
In 1310 werd Hoeven een zelfstandige parochie.
In 1648 ging de katholieke kerk aan de Bovenstraat over aan de hervormden.
In 1800 kwam de kerk weer terug in het bezit van de katholieken. Het schip van het kerk was in dermate slechte toestand dat het herbouwd moest worden. Pas in 1821 kon de kerk weer in gebruik genomen worden.
In 1884 herbouwde men het koor van de kerk naar het ontwerp van architect Pierre Cuypers.
In 1886 werd Bosschenhoofd een zelfstandige parochie en splitste zich daarmee van de parochie Hoeven af.
Sinds 1927 worden bij de kerk auto's gezegend voor veiliger rijgedrag en ter ere van Sint-Christoffel.
In 1929 werd er in Hoeven een nieuw kerkgebouw in gebruik genomen aan de Sint Janstraat, de huidige kerk. Deze kerk was het ontwerp van architect Johan Berben.
In 1944 raakte de oude kerk aan de Bovenstraat, na jaren van verval, door oorlogshandelingen nog verder beschadigd en werd in 1953 volledig afgebroken.
De Sint Jan de Doperkerk in Hoeven wordt eind november 2021 aan de eredienst onttrokken en verbouwd tot Dorpshuis.

## Opbouw
Het niet-georiënteerde kerkgebouw is een kruiskerk met als plattegrond de vorm van een Grieks kruis en bestaat van zuid naar noord uit een ingangsportaal en een narthex, een klokkentoren in de frontgevel opzij van de lengteas op de hoek van de travee, een driebeukig schip van twee traveeën, een transept met boven de viering een hoge vieringstoren en een verlaagd koor van een travee met een vijfzijdige koorsluiting. De flankerende klokkentoren wordt gedekt door een tentdak en de vieringtoren heeft een lichtjes ingesnoerde torenspits.